# 兴隆站
兴隆站位于中华人民共和国四川省成都市天府新区成都直管区兴隆街道科学城北路梓州大道口西，沿科学城北路东西向布置，是成都地铁18号线的一座车站。于2020年9月27日启用。

## 车站结构
| 地面                             | 0    | 出口A/B/C1–C3 |
| 地下一层                         | 夹层 | 往A/C1-C3出口 |
| 地下二层                         | 站厅 | 往B出口 自助购票 客服中心 |
| 地下三层                         | 站台 | \| \| \| 18号线往火车南站（西博城） \| \| 島式 · 開左邊车门 · 无障碍卫生间 \| \| \| \| \| \| 18号线往天府机场北（天府站） \| |
|                                  |      | 18号线往火车南站（西博城）                                                                                                   |
| 島式 · 開左邊车门 · 无障碍卫生间 |      | |
|                                  |      | 18号线往天府机场北（天府站）                                                                                                 |

## 出入口
本站目前开放5个出入口。
|              |            |              |                                                |      |
| 编号         | 设施       | 设施         | 指示                                           | 照片 |
|              |            |              | 科学城北路东段、梓州大道南二段、梦溪路         |      |
| 出口 · B     | 无障碍电梯 | 无障碍电梯   | 科学城北路东段、元宝街、梦溪路、青蓉路、兴隆湖 |      |
| 出口 · C · 1 |            |              | 科学城北路东段、梓州大道南二段、天星北街       |      |
| 出口 · C · 2 | 无障碍电梯 | 无障碍卫生间 | 梓州大道南二段、群贤北街、天府海创园           |      |
| 出口 · C · 3 |            | 无障碍卫生间 | 科学城北路、梓州大道南二段、集润路、天府海创园 |      |